# Bob Merrill
Bob Merrill, född 17 maj 1921 i Atlantic City, död 17 februari 1998, var en amerikansk textförfattare och populärmusikkompositör. 
Bland hans alster finns (How Much Is) That Doggie in the Window? (på svenska Vad tar ni för valpen där i fönstret) och There's a Pawn Shop on the Corner, vars melodi Karl Gerhard använde till En katt bland hermelinerna. Han skrev också åtskilliga hits till popsångaren Guy Mitchell. Merrill var till stor del verksam inom teatervärlden där hans största framgång var musikalen och filmen Funny Girl, som gjorde Barbra Streisand berömd.